# A Time to Kill (película)
A Time to Kill (titulada  Tiempo de matar en España y  Tiempo para matar en Hispanoamérica) es una película estrenada el 26 de julio de 1996 en Estados Unidos y el 12 y 27 de septiembre del mismo año en Argentina y España, respectivamente. Fue protagonizada por Sandra Bullock, Samuel L. Jackson, Matthew McConaughey y Kevin Spacey y dirigida por Joel Schumacher. Está basada en la novela homónima de John Grisham.

## Sinopsis
En una tranquila localidad sureña de Misisipi, dos jóvenes blancos borrachos violan salvajemente a Tonya, una niña negra de 10 años. La mayoría blanca de la ciudad se muestra horrorizada ante tan atroz crimen, hasta que Carl Lee (Samuel L. Jackson), el padre de Tonya, armado con un rifle de asalto, decide tomarse la justicia por su cuenta y mata a los violadores de su hija pequeña ante la mirada atónita de numerosas personas, en el juicio de los jóvenes.
Durante diez días, mientras la tensión va creciendo y reaparecen en las calles de Clanton las cruces ardiendo del Ku Klux Klan, Jake Brigance (Matthew McConaughey), un joven abogado blanco, y su ayudante Ellen Roark (Sandra Bullock), harán todo lo posible para salvar la vida de Carl Lee, mientras tratan de no perder su propia vida y la de los que están a su alrededor.

## Reparto

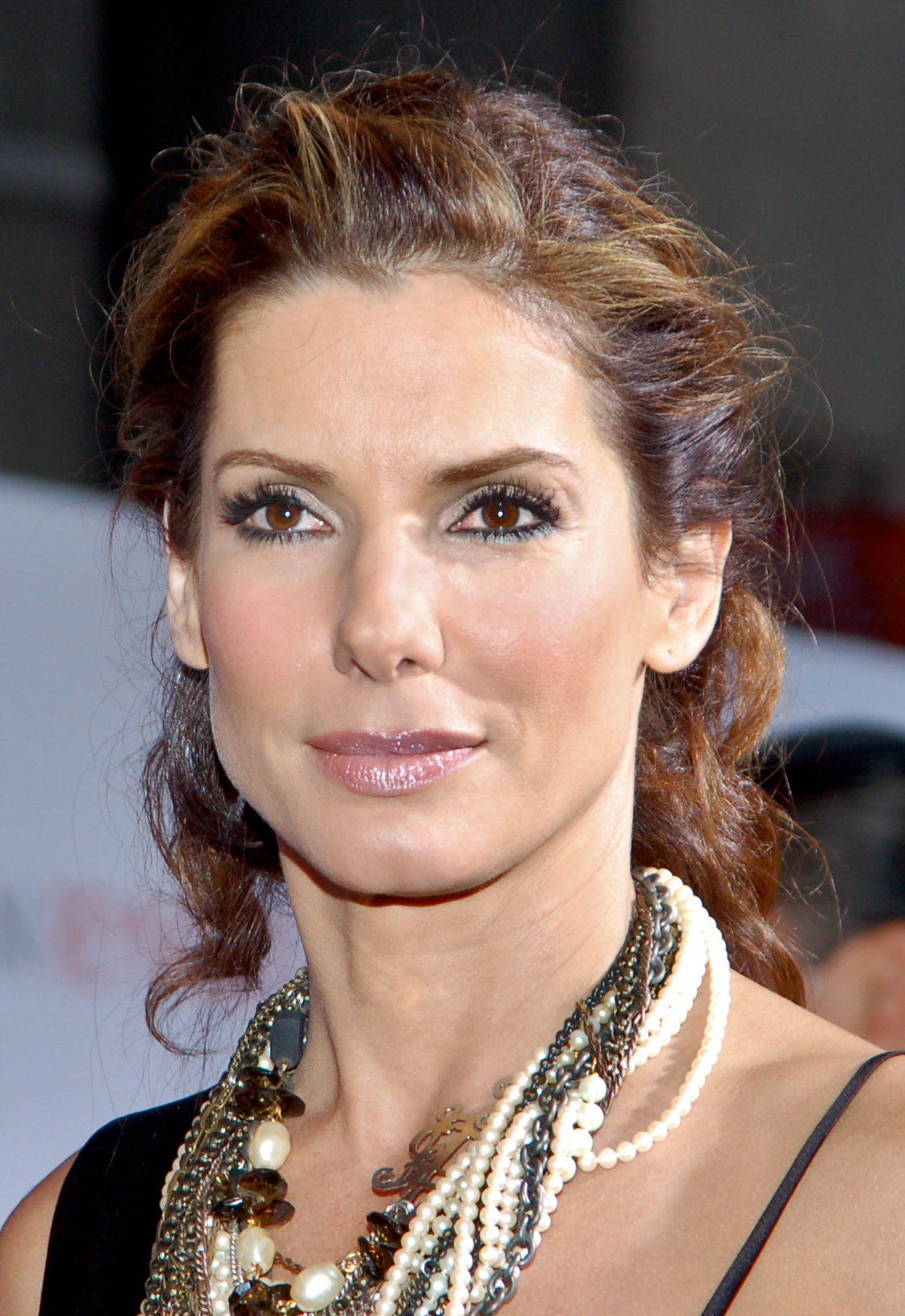
Sandra Bullock como Ellen Roark.

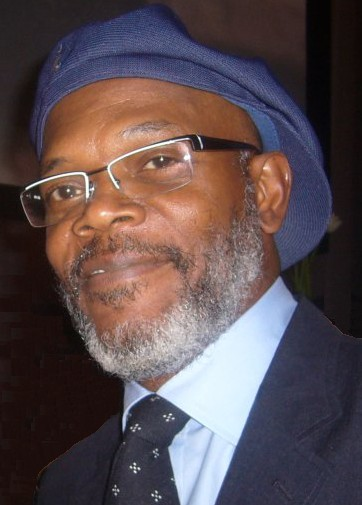
Samuel L. Jackson como Carl Lee Hailey.

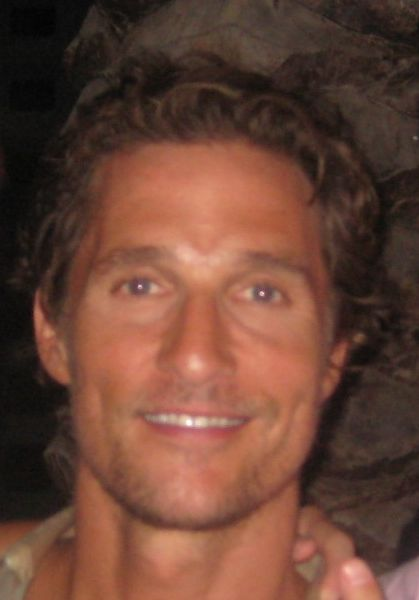
Matthew McConaughey como Jake Brigance.

- Matthew McConaughey como Jake Brigance.
- Sandra Bullock como Ellen Roark.
- Samuel L. Jackson como  Carl Lee Hailey.
- Kevin Spacey como Rufus Buckley.
- Brenda Fricker como Ethel Twitty.
- Oliver Platt como Harry Rex Vonner.
- Charles S. Dutton como Sheriff Ozzie Walls.
- Donald Sutherland como Lucien Wilbanks.
- Kiefer Sutherland como Freddie Lee Cobb.
- Patrick McGoohan como Juez Omar Noose.
- Ashley Judd como Carla Brigance.
- Tonea Stewart como Gwen Hailey.
- Rae'Ven Larrymore Kelly como Tonya Hailey.
- Nicky Katt como Billy Ray Cobb.

## Producción
Se rodó entre el 10 de septiembre y el mes de diciembre de 1995. Se filmó en diversas localizaciones de Estados Unidos como Canton, London, Tampa y el Aeropuerto Internacional de Jackson. Para el personaje de Jake Brigance fueron considerados los actores Ralph Fiennes, Brad Pitt, Alec Baldwin, Bill Paxton y Aidan Quinn, recayendo finalmente en Matthew McConaughey, que inicialmente iba a interpretar a Freddie Lee Cobb, que en la película es encarnado por Kiefer Sutherland. John Grisham expresó su disconformidad con que Kevin Costner y Woody Harrelson formaran parte del reparto dando vida a Jake Brigance. Joel Schumacher ofreció el mismo personaje a Val Kilmer durante el rodaje de Batman Forever (1995), pero éste declinó la oferta. Donald Sutherland quería que el problema de alcoholismo de su personaje fuera más relevante, pero el director no estuvo de acuerdo con la idea. El papel de Donald Sutherland fue ofrecido anteriormente a Paul Newman, pero éste rechazó la oferta alegando que le parecía desagradable el mensaje que transmitía la película.

## Recepción

### Respuesta crítica
Según la página de Internet Rotten Tomatoes obtuvo un 68% de comentarios positivos. Richard Schickel  escribió para Time Magazine que "una disfrutable (quizá incluso loable) película". James Berardinelli señaló que "pese a algunos inconvenientes A Time to Kill es envolvente, enérgica y algunas veces provocadora. A fin de cuentas esta película va a hacer que la asistencia al cine merezca la pena y no solo para aquellos que tienen tiempo que matar". Según la página de Internet Metacritic obtuvo críticas mixtas, con un 54%, basado en 21 comentarios de los cuales 8 son positivos.

### Taquilla
Estrenada en 1996 cines estadounidenses debutó en primera posición con 14 millones de dólares, con una media por sala de 6 982 dólares, por delante de Independence Day. Recaudó en Estados Unidos 108 millones. Sumando las recaudaciones internacionales la cifra asciende a 152 millones. El presupuesto estimado invertido en la producción fue de 40 millones. Es la segunda adaptación cinematográfica de una novela de John Grisham más exitosa en Estados Unidos, por delante de The Pelican Brief (1993) y por detrás de The Firm (1993).

### Estrenos mundiales
| País                                                                          | Fecha de estreno                  |
| ----------------------------------------------------------------------------- | --------------------------------- |
| Alemania                                                                      | Jueves 7 de noviembre de 1996     |
| Argentina                                                                     | Jueves 12 de septiembre de 1996   |
| Australia                                                                     | Jueves 15 de agosto de 1996       |
| Austria                                                                       | Viernes 8 de noviembre de 1996    |
| Bélgica                                                                       | Miércoles 6 de noviembre de 1996  |
| Belice · Costa Rica · El Salvador · Guatemala · Honduras · Nicaragua · Panamá | Viernes 13 de septiembre de 1996  |
| Bolivia                                                                       | Jueves 3 de octubre de 1996       |
| Brasil                                                                        | Viernes 4 de octubre de 1996      |
| Bulgaria                                                                      | Viernes 29 de noviembre de 1996   |
| Chile                                                                         | Jueves 26 de septiembre de 1996   |
| Colombia                                                                      | Viernes 20 de septiembre de 1996  |
| Corea del Sur                                                                 | Sábado 2 de noviembre de 1996     |
| Croacia                                                                       | Jueves 21 de noviembre de 1996    |
| Dinamarca                                                                     | Viernes 25 de octubre de 1996     |
| Egipto                                                                        | Lunes 27 de enero de 1997         |
| Eslovenia                                                                     | Jueves 14 de noviembre de 1996    |
| España                                                                        | Viernes 27 de septiembre de 1996  |
| Estados Unidos · Canadá                                                       | Viernes 26 de julio de 1996       |
| Filipinas                                                                     | Miércoles 2 de octubre de 1996    |
| Finlandia                                                                     | Viernes 1 de noviembre de 1996    |
| Francia                                                                       | Miércoles 13 de noviembre de 1996 |

| País                         | Fecha de estreno                   |
| ---------------------------- | ---------------------------------- |
| Grecia                       | Viernes 29 de noviembre de 1996    |
| Hong Kong                    | Jueves 26 de septiembre de 1996    |
| Hungría                      | Jueves 21 de noviembre de 1996     |
| India                        | Viernes 20 de diciembre de 1996    |
| Indonesia                    | Martes 8 de octubre de 1996        |
| Israel                       | Viernes 6 de septiembre de 1996    |
| Italia                       | Jueves 31 de octubre de 1996       |
| Japón                        | Sábado 28 de diciembre de 1996     |
| Malasia                      | Jueves 10 de octubre de 1996       |
| México                       | Viernes 27 de septiembre de 1996   |
| Noruega                      | Viernes 1 de noviembre de 1996     |
| Nueva Zelanda                | Jueves 22 de agosto de 1996        |
| Países Bajos                 | Jueves 12 de septiembre de 1996    |
| Perú                         | Viernes 20 de septiembre de 1996   |
| Polonia                      | Viernes 8 de noviembre de 1996     |
| Portugal                     | Viernes 27 de septiembre de 1996   |
| Puerto Rico                  | Jueves 15 de agosto de 1996        |
| Reino Unido Irlanda          | Viernes 13 de septiembre de 1996   |
| República Checa · Eslovaquia | Jueves 21 de noviembre de 1996     |
| Rumania                      | Viernes 15 de noviembre de 1996    |
| Singapur                     | Jueves 26 de septiembre de 1996    |
| Sudáfrica                    | Viernes 11 de octubre de 1996      |
| Suecia                       | Viernes 1 de noviembre de 1996     |
| Suiza                        | Viernes 8 de noviembre de 1996     |
| Tailandia                    | Viernes 4 de octubre de 1996       |
| Taiwán                       | Sábado 7 de septiembre de 1996     |
| Turquía                      | Viernes 6 de diciembre de 1996     |
| Uruguay                      | Viernes 1 de noviembre de 1996     |
| Venezuela                    | Miércoles 18 de septiembre de 1996 |

### Premios
| Año  | Premio                                  | Categoría                                                     | Persona(s)                              | Resultado |
| ---- | --------------------------------------- | ------------------------------------------------------------- | --------------------------------------- | --------- |
| 1997 | Premios Globos de Oro                   | Mejor actor de reparto                                        | Samuel L. Jackson                       | Candidato |
| 1997 | Blockbuster Entertainment Awards        | Actriz favorita - Suspenso                                    | Sandra Bullock                          | Ganadora  |
| 1997 | Blockbuster Entertainment Awards        | Actor de reparto favorito - Suspenso                          | Samuel L. Jackson                       | Ganador   |
| 1997 | Chicago Film Critics Association Awards | Actor más prometedor                                          | Matthew McConaughey                     | Candidato |
| 1997 | Grammy Awards                           | Mejor composición musical escrita para cine o televisión      | Elliot Goldenthal por Defile and Lament | Candidato |
| 1997 | Image Awards                            | Mejor película                                                | Mejor película                          | Ganadora  |
| 1997 | Image Awards                            | Mejor actor de reparto                                        | Samuel L. Jackson                       | Ganador   |
| 1997 | Image Awards                            | Mejor actor de reparto                                        | Charles S. Dutton                       | Candidato |
| 1997 | Image Awards                            | Mejor actriz de reparto                                       | Tonea Stewart                           | Candidata |
| 1997 | Image Awards                            | Mejor actor/actriz joven                                      | Rae'Ven Larrymore Kelly                 | Candidata |
| 1997 | MTV Movie Awards                        | Mejor actor revelación                                        | Matthew McConaughey                     | Ganador   |
| 1997 | MTV Movie Awards                        | Mejor actriz                                                  | Sandra Bullock                          | Candidata |
| 1997 | MTV Movie Awards                        | Mejor villano                                                 | Kiefer Sutherland                       | Candidato |
| 1997 | Razzie Awards                           | Peor guion de un film con más de $100 millones de recaudación | Akiva Goldsman                          | Candidato |
| 1997 | Young Artist Awards                     | Mejor interpretación de una actriz joven en un drama          | Rae'Ven Larrymore Kelly                 | Candidata |